# 根白石村
根白石村（ねのしろいしむら）は、かつて宮城県にあった宮城郡の村。

## 概要
現在の仙台市泉区根白石とその一帯に当たる。発足した当初から、稲作など農業が盛んな地域であり、他にも、泉ケ岳山麓という地の利を生かした炭焼き、馬などの放牧などが行われていた。

## 沿革
- 1889年（明治22年）4月1日 - 町村制施行にともない、根白石村・小角村・実沢村・西田中村・福岡村・朴沢村の区域を以て宮城郡泉嶽村（いずみだけむら）が発足[1]。
- 1897年（明治30年）9月7日 - 根白石村に改称[1]。
- 1955年（昭和30年）4月1日 - 七北田村と合併し、泉村が発足[1]。同日根白石村廃止[1]。

## 行政
- 歴代村長

| 代 | 氏名       | 就任                   | 退任                      | 備考           |
| -- | ---------- | ---------------------- | ------------------------- | -------------- |
| 1  | 桜田景敬   | 1889年（明治22年）4月  | 1890年（明治23年）5月     |                |
| 2  | 朴沢基治   | 1890年（明治23年）5月  | 1898年（明治31年）9月     | 在職中村名変更 |
| 3  | 太田豊吉   | 1898年（明治31年）10月 | 1905年（明治38年）5月     |                |
| 4  | 熊谷庄五郎 | 1905年（明治38年）8月  | 1912年（明治45年）6月     |                |
| 5  | 樋渡幸三郎 | 1912年（明治45年）7月  | 1920年（大正9年）7月      |                |
| 6  | 白石文五郎 | 1920年（大正9年）8月   | 1924年（大正13年）8月     |                |
| 7  | 馬場直正   | 1924年（大正13年）9月  | 1931年（昭和6年）10月     |                |
| 8  | 永沢良之助 | 1931年（昭和6年）12月  | 1946年（昭和21年）11月    |                |
| 9  | 鷲尾栄吉   | 1947年（昭和22年）4月  | 1955年（昭和30年）3月31日 |                |